# Szepespatak
Szepespatak (1899-ig Kis-Hnilecz, szlovákul: Hnilčík, németül: Eisenbach, lengyelül: Hnilec mały) község Szlovákiában, a Kassai kerület Iglói járásában.

## Fekvése
Iglótól 15 km-re délre, a Vas-patak völgyében.

## Története
A mai település 1961-ben több kis bányásztelepülés, Iglórosztoka (Ráztoky), Bindt, Felső-Hnilec és Kis-Hnilec (Hnilčík) egyesülésével keletkezett. A településrészek közül Kishnilec és Bindt a Máriássy család márkusfalvi uradalmának területén, Iglórosztoka és Felső-Hnilec (amely a mai plébániatemplom környékét, valamint Zimná dolina, Furmanec, Cechy és Štolvek településrészeket foglalja magában) egykor Igló városához tartozó területen keletkezett.
Hnilecet a 13.–14. század fordulóján alapították a közeli rézbányák kitermelésere. 1315-ben a Máriássy családhoz tartozó Batiz comes oklevelében „Guylnitz” néven említik először. Lakói – akik bányászok és favágók voltak – a letelepedés fejében 20 évre adómentességet kaptak. A következő említés Willermus magiszter szepesi gróf 1328-ban kelt oklevelében található. A kitermelés a 15. század második felére visszaesett, a bányák nagy részét bezárták.
Újabb fellendülés a 16. század végén következett be, amikor a szepesi bányászat megújult, új bányákat nyitottak és az érc feldolgozására kohókat építettek. Ekkor épült meg Jero huta is. 1639-ben Szontágh Gáspár a Gajnár, Knole, Grétli és királyhegyi részeken rendelkezett bányákkal. További bányatulajdonosok még Reiser Zsigmond és Walsdorf Lajos a Knole, Mum Gáspár a Bindt nevű részeken. A Rosenbergeknek Rosztoka, a Weisz családnak a Vaspatak völgyében voltak bányáik, míg a Münnich család új bányát nyitott a Glazen nevű részen. Ez az időszak a 17. század végéig tartott, amikor a kuruc háborúk miatt a vidék a hadak fosztogatásának volt kitéve és sok település elnéptelenedett.
Az élet csak a 18. század második felében tért vissza a régi kerékvágásba, amikor a kihalt településeket nagyrészt újratelepítették. 1772-ben már 16 bánya működött a területén. A Glanzen rézbánya birtokosai a Jóny, Szulyowszky, Grünblatt, Pongrácz, Glatzinger, Újházy, Berzeviczy családok. A Rinnergang rézbánya a  Grünblatt, Glatzinger, Újházy, Meerwaldt, Zittkowszky családok tulajdonában állt. A Grétla rézbánya a Schneider, Jóny, Elstermann, Grünblatt, Szulyowszky, Meerwaldt, Zittkovich, Szontagh, Pongrácz, Berzeviczy és Izdenczy családoké. A Stohlweg rézbánya a Grünblatt és Korabinszky családok, míg a rosztokai Borovniak bánya a Schneider, Jóny, Elstermann, Grünblatt, Szulyowszky, Meerwaldt, Zittkovich, Szontagh, Pongrácz, Berzeviczy és Izdenczy családok tulajdonában voltak. 1779-ben a Csáky, Grünblatt, Greisinger, Szontágh, Gál, Eötvös, Jóny, Máriássy, Szentmiklóssy és Demján családok voltak a főbb bányabirtokosok.
Az 1780-ban a szepesi püspökség által elrendelt összeírás szerint a plébánia területén összesen 777 lakos élt, közülük 710 katolikus és 67 egyéb. 1787-ben Kishlinec 51 házában 306 lakos élt. A település első fatemplomát 1793-ban, első iskoláját 1806-ban építették. 1828-ban 47 háza volt 343 lakossal. Lakói bányászok, erdei munkások voltak.
Fényes Elek 1851-ben kiadott geográfiai szótárában így ír a faluról: „Hnilecz, tót falu, Szepes vmegyében, a Gölnicz vizénél, Gömör vmegye szélén: 187 kath., 31 evang. lak. Kath. paroch. templom. Vashámorok. Szép erdő. F. u. a kamara. Ut. p. Lőcse.”
A trianoni diktátumig Szepes vármegye Iglói járásához tartozott.
Ma mindinkább üdülőtelepülés jelleget ölt.

## Népessége
| Év:            | 1994. | 2004.   | 2014.   | 2024.   |
| -------------- | ----- | ------- | ------- | ------- |
| Emberek száma: | 490   | 520     | 547     | 535     |
| Eltérés:       |       | +6,12 % | +5,19 % | -2,19 % |

| Év:            | 2023. | 2024.   |
| -------------- | ----- | ------- |
| Emberek száma: | 548   | 535     |
| Eltérés:       |       | -2,37 % |

1910-ben 945-en, többségében szlovákok lakták, jelentős magyar kisebbséggel.
2001-ben 487 lakosából 479 szlovák volt.
2011-ben 543 lakosából 528 szlovák.

## Neves személyek
- Itt született 1880-ban Rozlozsnik Pál magyar geológus, paleontológus, bányamérnök, a Magyar Tudományos Akadémia levelező tagja.

## Nevezetességei
- A Szent Kereszt tiszteletére szentelt római katolikus plébániatemploma 1882 és 1885 között épült.
- A temetőben álló Nepomuki Szent János kápolna 1819-ben épült.
- A patak hídja előtt álló Nepomuki Szent János kápolna 1886-ban készült.
- Jerohuta nevű településrészén álló Szűz Mária tiszteletére szentelt templom 1930-ban épült.
- Bindt településrész Szent Borbála tiszteletére szentelt fatemplomát 1998-ban építették.
- Iglórosztoka területén áll az 1912-ben készült Szent Borbála-kápolna.
- Mráznica nevű falurészén télisport-központ található sífelvonókkal, sípályákkal, szállodákkal és éttermekkel.